# Kastl (powiat Altötting)
Kastl – miejscowość i gmina w Niemczech, w kraju związkowym Bawaria, w rejencji Górna Bawaria, w regionie Südostoberbayern, w powiecie Altötting, wchodzi w skład wspólnoty administracyjnej Unterneukirchen. Leży około 5 km na południe od Altötting, przy linii kolejowej Burghausen - Tüßling.

## Polityka
Wójtem gminy jest Gottfried Mitterer z FW, poprzednio urząd ten obejmował Sebastian Haider, rada gminy składa się z 14 osób.
|      | CSU/Niezależni | FW | Razem |
| 2008 | 7              | 7  | 14    |
| 2002 | 7              | 7  | 14    |